# Ezh
Ezh (Maiúscula Ʒ, Minúscula ʒ) é uma letra utilizada pelo alfabeto fonético internacional, pelas línguas lapônicas, certas línguas africanas e em Uropi. 
No alfabeto internacional, o ezh representa uma consoante fricativa pós-alveolar vocalizada.

## Representação computacional
As seguintes diferentes formas possuem os seguintes códigos Unicode:
- Ezh :
  - Capital Ʒ : U+01B7
  - Minúscula ʒ : U+0292

- Ezh com hatchek :
  - Capital Ǯ : U+01EE
  - Minúscula ǯ : U+01EF

- Ezh reversa :
  - Capital Ƹ : U+01B8
  - Minúscula ƹ : U+01B9

- Ezh com crochet :
  - Minúscula ƺ : U+01BA